# 계산과학
계산과학(computational science, scientific computing)은 수치적 방법과 컴퓨터과학을 이용하여 복잡한 과학이나 공학 문제를 이해하거나 해결하는 분야이다. 계산과학은 기존의 과학과 공학 분야에서 사용되는 방법인 이론 및 실험을 통하여 연구 대상에 대한 이해를 얻어내는 것이 아니라, 주로 컴퓨터를 이용하여 수학적인 모델을 해석하는 방법을 통하여 연구 대상을 이해한다.
수치해석은 계산과학에서 사용되는 중요한 방법이다. 수치적인 시뮬레이션은, 그 시뮬레이션되는 일의 본성에 따라 다음과 같은 다양한 목적을 지닌다.
- 이미 일어난 사건의 재구성 및 이해 (예를 들어, 지진이나 쓰나미 같은 자연적인 재해)
- 최적화 (예를 들어, 기술적인 프로세스 및 생산 공정)
- 관찰되지 않은 사건이나 미래를 예측 (예를 들어, 날씨나 소립자 행동 예측)

계산과학에 사용되는 알고리즘과 수학적인 방법들도 다양하다. 다음은 주로 사용되는 방법들이다.
- 수치해석
- 수렴하는 테일러 급수의 응용
- 자동 미분(automatic differentiation)을 이용한 미분 계수 계산
- 룽게-쿠타 방법(Runge-Kutta method)을 이용한 상미분방정식의 해 계산
- 몬테카를로 방법(Monte Carlo method)
- 수치선형대수
- 이산 푸리에 변환 및 그 응용
- 뉴턴 방법(Newton's method)

계산과학에 주로 사용되는 컴퓨터 프로그래밍 언어로는 R, C, C++, MATLAB, 파이썬, 포트란 등이 있다.
계산과학은 이제 실험/관찰과 이론과 더불어 과학적 탐구 방법의 세 번째 축을 이룬다고 받아들여지고 있다.

## 교육
미국에서는 1991년 12월 당시 상원의원이던 앨 고어(미국 부통령 역임, 노벨상 수상자)가 HPCA법령 (High Performance Computing and Communication Act of 1991: )을 제정하여 고성능 계산과 통신 분야의 획기적인 진흥을 마련하며, 이에 촉진되어 주요 대학에 계산과학 협동과정이 설립되기 시작하여 계산과학을 중점적으로 육성하기 시작한다. 미국, 유럽 등의 계산과학 교육현황은 미국산업및응용수학회의 홈페이지 ()에 잘 정리되어 있다.
한국에서는 서울대학교의 대학원에 계산과학협동과정()이 2004년에 설립되어 대학원생들을 배출하고 있으며 2008년 WCU프로그램으로 연세대학교 계산과학공학과()가 개설되어 있다. 또한, 2011년 서울대학교에 최초의 학사 학위과정인 연합전공 계산과학()이 신설되었다. 또한 이화여자대학교에서도 학부에 계산과학 연계전공()이 개설되어 있다.
병렬슈퍼컴퓨팅 등 첨단과학계산을 요하는 계산과학은 실제적인 적용에 있어서는 응용 분야에 따라 아주 다양한 모습으로 나타나게 되지만 공통적인 요소는 수치해석과 같은 수학적 방법론, 컴퓨터 알고리즘, 그리고 정보의 통계적 처리 등에 관한 기본적인 지식에 기초하고 있으며, 초고속 대용량계산, 모의실험(simulation), 모형화(modeling), 시각화(visualization), 그리고 정보분석(data analysis) 등 새로운 계산방법을 필요로 하며, 이러한 방법론과 개별적인 과학 및 공학의 결합은 종합적, 학제적 성격을 띠고 있다. (에서 발췌)
계산과학의 주요 과목으로는 과학적 계산을 위한 프로그래밍언어, 자료분석, 과학적 가시화, 선형대수의 과학계산, 편미분방정식의 과학계산, 과학적 계산 모델링, 병렬계산기법, 과학계산의 응용등이 있다.

## 관련 분야
- 컴퓨터과학
- 생물정보학
- 화학정보학
- 계산화학
- 계산생물학
- 계산물리학
- 기호계산 (symbolic computation)

## 같이 보기
- 수치 분석 소프트웨어 목록
- 계산과학사 연표